# Lernentoma asellina
Lernentoma asellina is een eenoogkreeftjessoort uit de familie Chondracanthidae. De wetenschappelijke naam is gepubliceerd in 1758 door Linnaeus in de tiende editie van Systema naturae.